# Mondoubleau
Mondoubleau är en kommun i departementet Loir-et-Cher i regionen Centre-Val de Loire i de centrala delarna av Frankrike. Kommunen ligger i kantonen Mondoubleau som tillhör arrondissementet Vendôme. År 2022 hade Mondoubleau 1 306 invånare.

## Befolkningsutveckling
Antalet invånare i kommunen Mondoubleau
| Referens: INSEE |